# NNI
NNI là từ viết tắt trong tiếng Anh của Net National Income, tức Tổng thu nhập ròng quốc gia, là một thuật ngữ kinh tế được sử dụng trong thống kê thu nhập quốc dân. Nó có thể xác định như là Tổng sản phẩm ròng quốc gia (NNP) trừ đi các loại thuế gián tiếp.
Nó có thể biểu diễn như sau:
NNI = C + I + G + (NX) + thu nhập ròng từ nước ngoài - thuế gián tiếp - khấu hao
hay:
NNI = NNP - thuế gián tiếp
Trong đó:
- C = Chi tiêu
- I = Đầu tư
- G = Chi tiêu của nhà nước
- NX = Kim ngạch xuất khẩu ròng (Xuất khẩu- Nhập khẩu)
- Thu nhập ròng từ nước ngoài: Là phần thu nhập của công dân nước đó khi đầu tư ở nước ngoài trừ đi phần thu nhập của công dân nước ngoài đầu tư tại nước đó.

Công thức này sử dụng phương pháp chi tiêu trong thống kê thu nhập quốc gia.